# Butterfly Flip
Butterfly Flip (née en 1991) est une jument de saut d'obstacles suédoise de robe baie, appartenant au stud-book du Selle suédois, montée par Malin Baryard-Johnsson. Le couple a décroché une médaille d'argent par équipe au championnat d'Europe de saut d'obstacles et à la Coupe du monde de saut d'obstacles, une médaille d'or en Coupe du monde à Genève, et une troisième place à la finale de la Coupe du monde à Las Vegas. En 2003, Butterfly Flip et Malin Baryard sont devenus l'un des couples de CSO les mieux notés, avec 1 224 points.

## Biographie
La jument naît en 1991 dans un élevage à Rottneros en Suède. En 1995, elle est élue meilleur cheval de 4 ans au Sweden Horse de Jönköping avec le plus haut score. Butterfly Flip est devenu le premier cheval de Malin Baryard à être parrainé par H&M, et a donc fait l'objet d'un naming, l'un des premiers sur un être vivant, en devenant H&M Butterfly Flip. En avril 2008, Butterfly Flip dispute sa dernière compétition de Coupe du monde, au Scandinavium de Göteborg.

## Description
Cette jument est plutôt petite pour l'obstacle, puisqu'elle toise 1,63 m, et son physique est décrit comme ingrat, avec un dos légèrement creux, et un port de tête un peu trop haut. En revanche, sa cavalière Malin Baryard-Johnsson lui décrit une « technique particulière » à l'obstacle, surtout au niveau des postérieurs, et un caractère volontaire et combatif, mais néanmoins prudent. D'après elle, le point faible de cette jument réside dans sa nature facilement stressée et sensible.

## Palmarès
Elle termine 20e en individuel aux jeux olympiques d'été de Sydney en 2000, et 28e aux Jeux olympiques d'été d’Athènes en 2004.

## Origines
Elle est la demi-sœur d'une autre jument suédoise réputée, Mynta, dont le père est aussi Robin I Z. Sa mère est une jument nommée Baderna, par le Pur-sang Moderne.

## Descendance
Elle a eu trois poulains en Suède : Flip's Little Sparrow (2006), Flip's Fairytale (2009), qui concourent comme elle en saut d'obstacles au niveau international, et Flip´s Angeleye (2010), qui concours à 1,30 m en 2016.
Elle a également eu plusieurs poulains en Belgique par transfert d'embryon : Vigo´s Flip de Muze Z (2012, par Vigo d'Arsouilles), Next Flip de Muze Z (2012, par Nabab de Rêve), Elle Flip de Muze Z (2012, par Elvis Ter Putte) et Ninja Flip Z (2012, par Nabab de Reve), Elle Flip de Muze Z est elle-même la mère de Tornado Flip de L´Amitie Z (2016). En 2016, un embryon issu du croisement de Thunder van de Zuuthoeve et d'Elle Flip de Muze Z a été vendu aux enchères.